# Villategil
Villategil (en asturiano y oficialmente: Viḷḷatexil) es una parroquia del concejo de Cangas del Narcea, en el Principado de Asturias, España.